# HD 47667
Désignations
HD 47667, également désignée HR 2450, est une étoile géante de la constellation australe du Grand Chien. Elle est visible à l'œil nu avec une magnitude apparente de 4,82. D'après la mesure de sa parallaxe annuelle par le satellite Gaia, l'étoile est distante d'environ 322 pc (∼1 050 al) de la Terre. Elle s'éloigne actuellement du Système solaire à une vitesse radiale héliocentrique de +29 km/s, après en être passé au plus près il y a quelque 8,7 millions d'années où elle n'était distante que d'environ 111 pc (∼362 al).
HD 47667 est une étoile géante rouge évoluée de type spectral K2+ IIIa CN0,5 Ca1. La notation complexe du suffixe indique que son spectre montre une légère surabondance en radical CN ainsi qu'une surabondance en calcium. L'étoile est âgée d'approximativement 40 millions d'années et elle est 7,4 fois plus massive que le Soleil. Son rayon est devenu 28 fois plus grand que le rayon solaire, elle est plus de 2 300 fois plus lumineuse que le Soleil et sa température de surface est de 4 200 K.